# Falsterbo församling
Falsterbo församling var en församling i Lunds stift och i Vellinge kommun. Församlingen uppgick 2002 i Skanör-Falsterbo församling.

## Administrativ historik
Församlingen har medeltida ursprung. 
Församlingen utgjorde före 1555 ett eget pastorat för att därefter till 1962 vara i pastorat med Skanörs församling, före början av 1600-talet som moderförsamling därefter som annexförsamling. Från 1962 till senast 1998 annexförsamling i pastoratet Räng, Stora Hammar, Skanör och Falsterbo som före 1997 även omfattade Håslövs församling.. Från åtminstone 1998 till 2002 annexförsamling i pastoratet Skanör och Falsterbo. Församlingen uppgick 2002 i Skanör-Falsterbo församling.

## Kyrkor
- Falsterbo kyrka